# Klášter Morača
Klášter Morača je klášter srbské pravoslavné církve. Nachází se nedaleko stejnojmenné řeky (na okraji jejího kaňonu) ve východní části Černé Hory.
Celý komplex byl založen roku 1252 Stefanem, synem tehdejšího krále Vukana Nemanjiće. Toto je dodnes připomenuto historickým nadpisem, který je umístěný nad západním portálem. Celý komplex sestává z kostela Uspenja Bogorodice, menšího kostela sv. Nikoly a několika dalších menších budov. První z kostelů je vlastně velká jednolodní stavba, postavená ve stylu rašských kostelů s půlkruhovou apsidou a kupolí; liší se od podobných staveb, které byly vybudovány v přímořské oblasti země. Její hlavní portál byl vystavěn v románském slohu.
V dnešní době je monastir významnou černohorskou kulturní i náboženskou památkou, která je hojně najvštěvována turisty. Dochoval se, byť jej v 16. století zpustošili Osmané.